# Danijel Ljuboja
Danijel Ljuboja (serbisch-kyrillisch Данијел Љубоја; * 4. September 1978 in Vinkovci, Jugoslawien) ist ein ehemaliger serbischer Fußballspieler auf der Position des Stürmers, alternativ als „hängende Spitze“.
Ljuboja hat sowohl die serbische als auch die französische Staatsbürgerschaft.

## Karriere

### Verein
Sein erster Verein war NK Dinamo Vinkovci, dann ging er zu NK Osijek. Seine nächsten Stationen waren Roter Stern Belgrad, FC Sochaux, Racing Straßburg und Paris Saint-Germain.
Mit Strasbourg und Paris hat er seine größten Erfolge gefeiert: Er war Französischer Fußballpokalsieger mit Racing Strasbourg und französischer Vizemeister mit Paris St. Germain.
Von 2005 bis 2006 stand er im Aufgebot des VfB Stuttgart. Er war zunächst nur von Paris St. Germain ausgeliehen, im Frühjahr 2006 wurde aber die Kaufoption ausgeübt und der Spieler bis 2009 verpflichtet.
Ljuboja forderte im Sommer trotz gültigem Vertrag eine Verdoppelung seiner Bezüge vom VfB. Der Verein stellte ihn daraufhin im Sommer 2006 zur Strafe von der Profi-Mannschaft frei, Ljuboja musste mit der 2. Mannschaft aus der Regionalliga trainieren, obwohl er dort nicht einsatzberechtigt war.
Ende August 2006 wurde er für ein Jahr an den Hamburger SV ausgeliehen, dieser besaß eine Kaufoption. Nachdem Ljuboja Anfang Februar mehrere Mannschaftstermine nicht wahrnahm, wurde er von Trainer Huub Stevens für eine Woche zur Amateurmannschaft des HSV strafversetzt. Nachdem er sich weiterhin im Training nicht anstrengte, wurde er bis Saisonende aus der 1. Mannschaft verbannt und musste danach in der Regionalliga spielen. Der HSV hatte die Kaufoption wegen dieses Verhaltens nicht gezogen.
Da Ljuboja bis zum Beginn der Saison 2007/08 bei keinem neuen Verein unterschrieben hatte, trainierte er seit dem 1. Juli 2007 wieder bei der 2. Mannschaft des VfB Stuttgart. Vorstand und Trainer machten ihm allerdings klar, dass er für den VfB Stuttgart keine Spiele mehr bestreiten würde. Sollte er einen Verein finden, der eine ansprechende Ablösesumme für ihn hinterlegen würde, könne er den Verein auf der Stelle verlassen. Ende Juli 2007 nahm der AC Siena Kontakt auf und wollte Ljuboja verpflichten. Der Transfer kam jedoch nicht zustande.
Im Januar 2008 trainierte Ljuboja zur Probe beim VfL Wolfsburg mit, mit dem er auch ins Trainingslager flog. Er konnte unter anderem Trainer Felix Magath überzeugen; am 22. Januar wurde seine Verpflichtung auf Leihbasis bis zum Saisonende bekannt gegeben. Am 25. Spieltag der Bundesligasaison 2007/08 erzielte er im Heimspiel des VfL Wolfsburg gegen seinen ehemaligen Verein, den Hamburger SV, sein erstes Pflichtspieltor für die Wölfe. Wolfsburg verzichtete auf eine Kaufoption, mit der Ljuboja langfristig an die Wölfe gebunden worden wäre.
Nachdem sein bis Juni 2009 datierter Vertrag beim VfB Stuttgart erneut in Kraft trat, wurde er vor Beginn der Saison 2008/09 begnadigt und wieder in den Kader der ersten Mannschaft aufgenommen. Außerdem entschuldigte sich Ljuboja öffentlich im Rahmen der Saisoneröffnung des VfB bei den Fans für seine Fehler.
Im Februar 2009 wurde er aus disziplinarischen Gründen erneut aus dem Profikader gestrichen und trainierte bis zum Ablauf seines Vertrages am Ende der Saison mit der zweiten Mannschaft.
Am 23. Juli 2009 wechselte er zum französischen Erstligisten Grenoble Foot und bestritt 34 von 38 Ligaspielen, in denen er 10 Tore erzielte; den Abstieg in die 2. Liga konnte er mit der Mannschaft nicht abwenden. In der Folgesaison spielte Ljuboja beim Ligakonkurrenten OGC Nizza, mit dem er mit Platz 17 (von 20) die Spielklasse halten konnte.
Zur Saison 2011/12 wechselt er zum polnischen Erstligisten Legia Warschau, für den er am 7. August 2011 (2. Spieltag) beim 3:1-Sieg im Auswärtsspiel gegen den KS Cracovia debütierte und am darauffolgenden Spieltag (12. August) beim 3:1-Sieg im Heimspiel gegen Górnik Zabrze seine ersten beiden Ligatore erzielte.
Am 20. Juli gab Ljuboja die Unterzeichnung eines Einjahresvertrages beim französischen Ligue 2-Ligisten RC Lens bekannt.

### Nationalmannschaft
Danijel Ljuboja wurde 2003 erstmals in der Qualifikation zur EM 2004 von Trainer Dejan Savićević in der serbisch-montenegrinischen Nationalmannschaft eingesetzt; beim 2:2 in Podgorica gegen Aserbaidschan kam er in der 71. Minute für Predrag Mijatović aufs Feld. Seinen ersten und einzigen Treffer in der Nationalmannschaft erzielte er am 11. Oktober des Jahres, ebenfalls in der EM-Qualifikation. Beim 3:2-Sieg in Cardiff gegen Wales erzielte er acht Minuten nach seiner Einwechslung in der 87. Minute den dritten Treffer der Serben und Montenegriner. Ilija Petković berief ihn 2006 in den Kader für die Weltmeisterschaft, wo er in zwei Gruppenspielen eingewechselt wurde. Insgesamt kam er zu 17 Einsätzen für die Nationalmannschaft Serbiens und Montenegros. Nach der Trennung der beiden Staaten spielte er noch zweimal unter Javier Clemente für die serbische Auswahl. Sein bislang letzter Einsatz war am 2. September 2006 erneut in der EM-Qualifikation, erneut gegen Aserbaidschan, und erneut wurde er eingewechselt: in den letzten zehn Minuten durfte er für Marko Pantelić auf den Rasen.

### Spielerberater
2024 arbeitete Ljuboja als Spielerberater in Frankreich und Serbien und wohnte in Montbéliard.

## Erfolge
- Französischer Pokalsieger: 2001 (mit Racing Strasbourg), 2004 (mit Paris SG)
- Polnischer Pokalsieger: 2012, 2013 (mit Legia Warschau)
- Polnischer Meister: 2013 (mit Legia Warschau)
- Spieler des Monats der Ligue 1: Februar 2004